# Lothar Noack (Handballspieler)
Lothar Noack (geb. 6. September 1945 in Flensburg) ist ein ehemaliger deutscher Handballspieler.
Lothar Noack begann 1952 beim SC Aufbau Magdeburg, dem Vorläufer des SC Magdeburg (SCM), mit dem Handballspiel. Seine gesamte Laufbahn spielte er als Torwart. In der Spielzeit 1969/1970 errang er unter Klaus Miesner den ersten DDR-Meistertitel für den SCM, ein weiterer folgte 1976/1977. 1970 und 1977 wurde Noack mit dem SCM auch Pokalsieger. Ebenfalls 1977 erreichte er mit dem SCM das Finale des Europapokals der Pokalsieger, das allerdings gegen MAI Moskau verloren ging. 1977 beendete Noack seine aktive Laufbahn.
Nach der aktiven Laufbahn trainierte Noack u. a. die Frauenmannschaft des SC Magdeburg und die Jugendmannschaft von Eintracht Glinde.